# Ентони Дејвидсон
Ентони Денис Дејвидсон (енгл. Anthony Denis Davidson; Хемел Хемпстед, 18. април 1979) британски је аутомобилиста који се тренутно такмичи у ФИА Свјетском шампионату издржљивости. Возио је у Формули 1 у периоду од 2002. до 2008. Тркама је почео да се бави 1987. као картинг возач. У Формули 1 је почео да вози 2002. године. Возио је за Минарди и Супер Агури, а у екипама БАР и Хонда Ф1 је био тест-возач. Возио је укупно 24 трке без освојеног бода. Дебитовао је на ВН Мађарске док је последњу трку возио на Великој награди Шпаније 2008.